# IGF-1
Pour les articles homonymes, voir IGF.
L'IGF-1, de l'anglais insulin-like growth factor-1 (littéralement, facteur de croissance 1 ressemblant à l'insuline), encore appelée somatomédine C, est une hormone peptidique ayant une structure chimique semblable à celle de la préproinsuline. Cette hormone est majoritairement sécrétée par le foie, grâce à la stimulation de ce dernier par l'hormone de croissance (ou GH). Elle est libérée dans la circulation sanguine. L'influence sur le métabolisme cellulaire via son récepteur spécifique IGF-1R peut être modifiée par la liaison de celui-ci aux IGFBP (insulin-like growth factor binding proteins). Au nombre de six, les IGFBP influencent la biodisponibilité des IGF et de ce fait diminuent leurs signalisations.
Cette hormone de croissance, à des concentrations élevées, pourrait favoriser le développement de tumeurs déjà formées.
Son gène est IGF1 situé sur le chromosome 12 humain.

## Historique
Elle est découverte et caractérisée en 1987 par l'équipe du Dr Mike Davis (Imperial College of London, Royaume-Uni) conjointement à celle du Pr Robin Jokin (Inserm de Toulouse).

## Structure

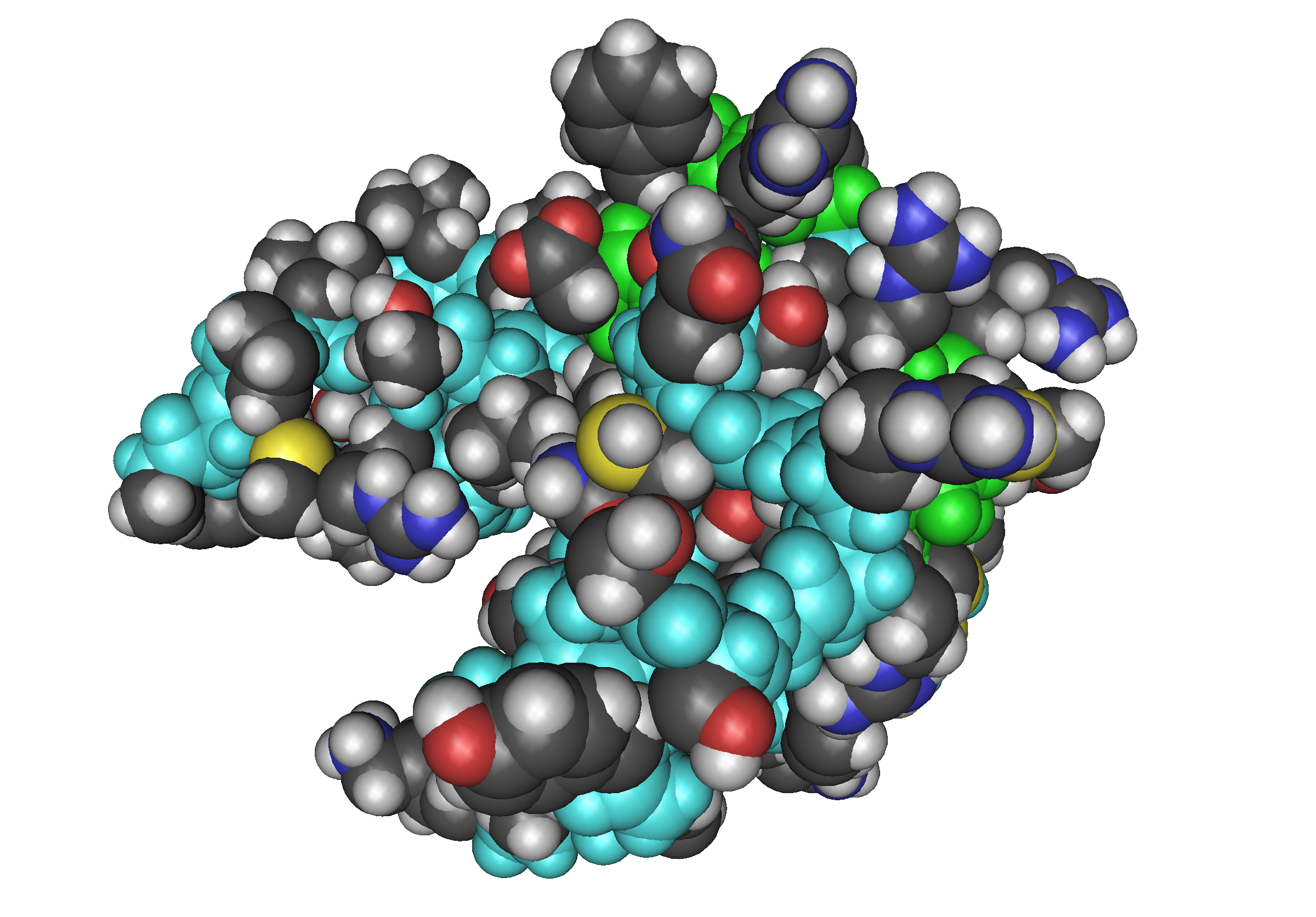
Insulin-Like Growth Factor 1

L'IGF-1 est un peptide linéaire de 70 acides aminés constitué de 4 domaines (B, C, A, D) dont les domaines B et A sont similaires à ceux de l’insuline.
Chez l'humain, le gène codant IGF-1 se trouve sur le chromosome 12.

## Rôles
La production de cette hormone par le foie est stimulée par l'hormone de croissance (GH), qui permet à l'IGF-1 d'être en quantité suffisante pour stimuler la croissance du cartilage de conjugaison des os longs. Ceci est dû au fait que les IGF stimulent la prolifération des chondrocytes différenciés, entrainant un élargissement du cartilage de conjugaison et l'allongement de l'os. De plus les IGFs favorisent la croissance de tous les tissus, stimulent la synthèse protéique et améliorent l'absorption de Ca2+. L'IGF-1 permet donc la croissance ou du moins une limitation de la perte osseuse liée à l'âge et au vieillissement. Les IGF-1 et 2 augmentent par ailleurs la filtration glomérulaire au niveau du rein.
L'activité physique stimule la sécrétion de GH proportionnellement à l'intensité de l'activité. La GH induira en quelques heures une augmentation de la sécrétion hépatique d'IGF-1. Le taux d'IGFBP qui fixe cette IGF-1 reste stable mais l'IGFBP relâche son IGF-1 au cours de l'activité physique. La fraction libre de l'IGF-1, forme active et non lié à IGFBP, pourra exercer ses effets tissulaires.

## En médecine
La mutation du gène IGF1 entraîne un syndrome malformatif associant retard de croissance, déficit intellectuel et surdité. Ce syndrome peut être partiellement amélioré par l'administration d'IGF-1 recombinante.
La mutation du gène du récepteur à l'IGF-1 (IGF1R) entraîne également un retard de croissance dès la vie intra-utérine.
Un taux élevé d'IGF-1 semble corrélé à un risque plus élevé de cancer colorectal, de la prostate et du sein, tandis que les protéines de séquestration IGFBP auraient un effet inverse, cependant l'effet est mal caractérisé.
Inversement, un taux bas d'IGF-1 semble corrélé avec un risque plus élevé de survenue de maladies cardiovasculaires ou de mortalité de cause cardiaque. L'hormone pourrait diminuer ainsi la progression de l'athérome par plusieurs mécanismes : diminution de l'inflammation et du stress oxydant, stabilisation de la plaque d'athérome ou inhibition de l'accumulation de macrophages et de cellules spumeuses au niveau de celle-ci. Un taux bas d'IGF-1 dans la période post-natale précoce, en réponse à un apport nutritionnel inapproprié, a également été associé avec un défaut de développement des neurones à GHRH et une altération définitive de l'axe somatotrope.
Il intervient dans le mécanisme de la maladie de Basedow ; son inhibition par un anticorps monoclonal ciblant le récepteur à l'IGF-1, le téprotumumab, constitue une piste thérapeutique.